# 1921 Пала
1921 Пала (1921 Pala) — астероїд головного поясу, відкритий 20 вересня 1973 року.
Тіссеранів параметр щодо Юпітера — 2,963.